# (1052) Bélgica
(1052) Bélgica es un asteroide perteneciente al cinturón de asteroides descubierto por Eugène Joseph Delporte el 15 de noviembre de 1925 desde el Real Observatorio de Bélgica, Uccle.

## Designación y nombre
Bélgica fue designado al principio como 1925 VD.
Más tarde se nombró por Bélgica, un país de Europa central.

## Características orbitales
Bélgica está situado a una distancia media del Sol de 2,236 ua, pudiendo acercarse hasta 1,915 ua. Su inclinación orbital es 4,696° y la excentricidad 0,1434. Emplea 1221 días en completar una órbita alrededor del Sol.
Bélgica forma parte de la familia asteroidal de Flora.

## Sistema binario
En 2012 se descubrió que Bélgica es un sistema binario cuyas componentes primaria y secundaria tienen unos 10 y 3,5 km respectivamente. El semieje mayor de la órbita es de 34 km y el periodo de revolución de 1,969 días.